# استخدام و اخراج
استخدام و اخراج (انگلیسی: Hired and Fired) یک فیلم کمدی صامت کوتاه به کارگردانی بابی برنز و والتر استال است که در سال ۱۹۱۶ منتشر شد. از بازیگران این فیلم می‌توان به اولیور هاردی، فلورنس مک‌لاکلین و اتل برتون اشاره کرد.